# Заботин, Павел Юрьевич
Павел Юрьевич Заботин (род. 6 октября 1989 года, Яхрома, СССР) — спортсмен-ведущий сборной команды России по горнолыжному спорту по спорту слепых. Лидер Александры Францевой на зимних Паралимпийских играх 2010 года в Ванкувере и Сочи 2014, Александра Федорука, Анастасии Мыльниковой. Многократный призёр и чемпион Паралимпиады. Заслуженный мастер спорта России по горнолыжному спорту (спорт слепых).